# Phu Soi Dao
Phu Soi Dao är ett berg i Laos. Det ligger i den västra delen av landet, 170 km väster om huvudstaden Vientiane. Toppen på Phu Soi Dao är 1 639 meter över havet.
Terrängen runt Phu Soi Dao är kuperad åt sydväst, men åt nordost är den bergig. Runt Phu Soi Dao är det ganska glesbefolkat, med 22 invånare per kvadratkilometer. I omgivningarna runt Phu Soi Dao växer i huvudsak städsegrön lövskog.